# Fascaleyrodes rara
Fascaleyrodes rara là một loài côn trùng cánh nửa trong họ Aleyrodidae, phân họ Aleyrodinae.
Fascaleyrodes rara được Bink-Moenen miêu tả khoa học đầu tiên năm 1983.